# PostEurop

Das Logo der Vereinigung

PostEurop ist eine Vereinigung von 53 großen europäischen Postunternehmen mit Sitz in Brüssel, Belgien. PostEurop arbeitet im Weltpostverein mit.
PostEurop wurde 1993 gegründet, da nach der Liberalisierung des Postmarktes die Interessen der Postunternehmen durch eine eigene europäische Vereinigung wahrgenommen werden sollten, während die Vorgängerorganisation CEPT in eine Organisation der europäischen Regulierungsbehörden für das Post- und Telekommunikationswesen umgewandelt wurde. Während 2008 noch vornehmlich die ehemals staatlichen Postunternehmen Mitglieder waren, strebt PostEurop an, der Branchenverband in Europa zu werden.
Seit 1993 koordiniert PostEurop die jährlichen Ausgaben der Europamarken, eine Aufgabe, die zuvor die CEPT wahrgenommen hat.

## Mitglieder
2024 hatte PostEurop 53 Mitgliedsunternehmen aus 51 Staaten. Bosnien und Herzegowina ist mit drei Unternehmen im Verband vertreten (je eines für den muslimischen, den kroatischen und den serbischen Teil). Deutschland ist durch die Deutsche Post AG vertreten, die Schweiz durch die Swiss Post und Österreich durch die Österreichische Post AG.